# Centre français de la couleur
Le Centre français de la couleur (CFC) est une association fondée en 1976.

## Historique
Le CFC a ses racines dans l'Association française de colorimétrie, qui a été fondée en 1956 au sein du Centre d'information de la couleur, présidé par le professeur Yves Le Grand et fut créée sous sa forme actuelle en 1976. De 2004 à 2016, il a été présidé par Annie Mollard-Desfour, linguiste au CNRS. Actuellement son président est Patrick Callet, physicien, chercheur dans le domaine du numérique

## Activités
Le Centre français de la couleur participe à la connaissance et au rayonnement de la couleur en établissant des ponts entre ses différents acteurs, dans un vaste champ disciplinaire. Au titre de ses activités, conférences, expositions  et publications sont faites par ses membres. Le CFC représente la France à l'Association Internationale de la Couleur (AIC) et a organisé pour cette association en Octobre 2000 un Congrès en video conférences. 